# مسجد ميرزا أحمد
مسجد ميرزا أحمد (بالأذرية: Hacı Sultanəli məscidi) - يقع المسجد في مدينة باكو، عاصمة أذربيجان في الجزء التاريخي من المدينة القديمة. 

## تاريخ المسجد
كان البدء في بناء مسجد ميرزا أحمد في عام 1988. 
تم بناءه من قبل الحاج ميرزا أحمد. من حيث المسجد لديه شكل المربع الزوايا.
يقع مسجد ميرزا أحمد في الشارع العسكري من المدينة القديمة.
يتأكون من لوبي مربع ومكام لخدمة وقاعة للصلاة مع منافذ.
يوجد في وسط الباب الأمامي نقش من القرآن، وكذلك اسم المهندس المعماري.
تم تدمير سقف المسجد، وكذلك الغرفة المساعدة الواقعة في مكان قريب.
وفقا للأساطر، أن المسجد بني على موقع معبد قديم.
لا يعمل المسجد في الوقت الحاضر ويقفل بالزيارة.

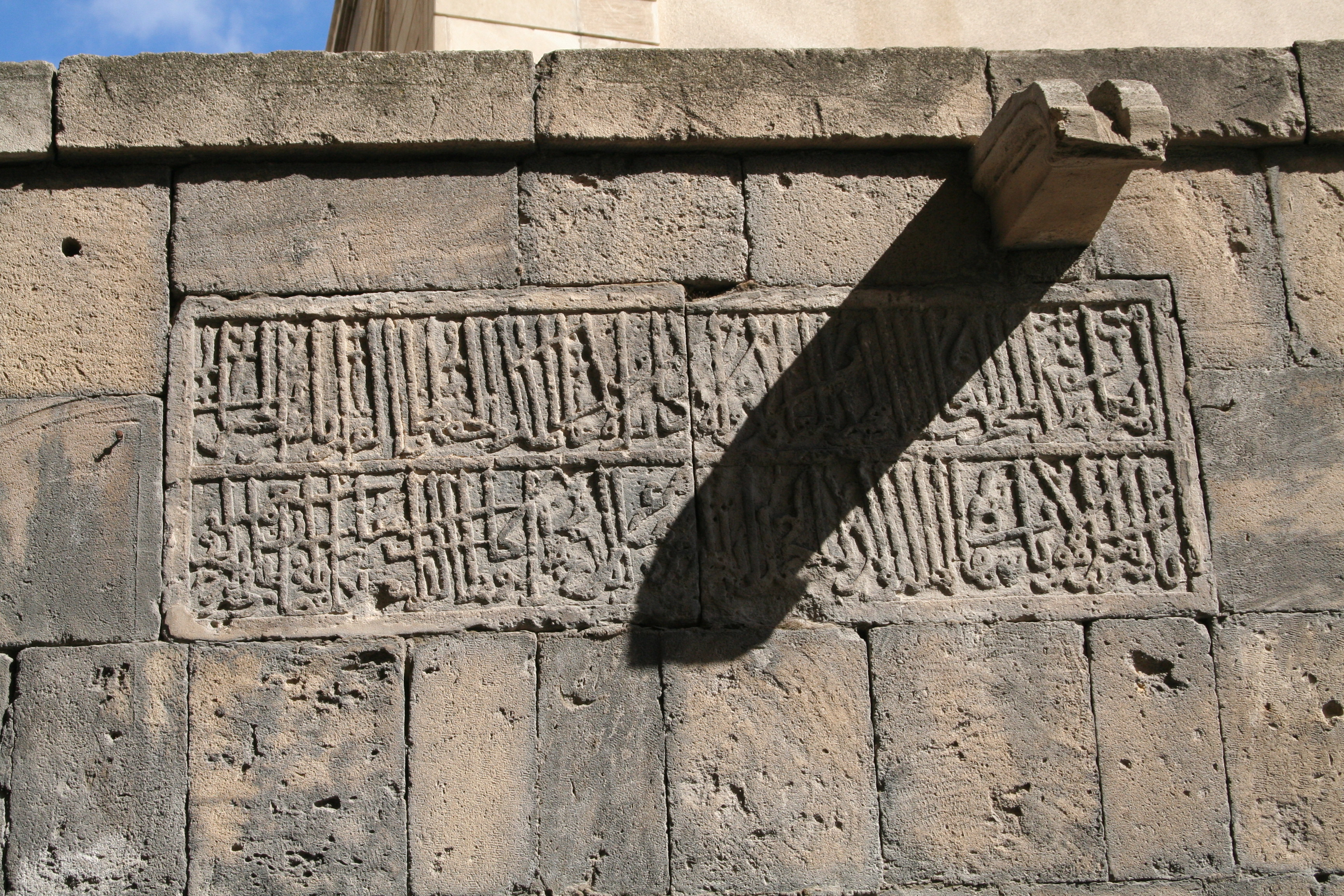